# Province de Larache
La province de Larache (en arabe : إقليم العرائش ; en amazigh : ⵜⴰⵙⴳⴰ ⵏ ⵍⵄⵔⴰⵢⴻⵛ) est une subdivision à dominante rurale de la région marocaine de Tanger-Tétouan-Al Hoceïma. Son chef-lieu est Larache.

## Géographie
La province de Larache se caractérise par deux types de reliefs :
- une chaîne montagneuse dans le nord et l'est de la province (Beni Arrous-Aaroura-Tazrout) ;
- une vaste plaine au sud de la province, extension de la plaine du Gharb (Ksar Kbir-Larache-Zouada-Aouamra).

## Démographie
| Municipalité     | Population en 1994 | Population en 2004 |
| ---------------- | ------------------ | ------------------ |
| Ksar el-Kebir    | 107 003            | 107 380            |
| Larache          | 90 131             | 107 371            |
| Laouamra         | 29 514             | 35 161             |
| Zouada           | 18 985             | 20 930             |
| Beni Garfett     | 18 032             | 16 393             |
| Sahel            | 15 248             | 15 785             |
| Rissana Janoubia | 14 841             | 15 890             |
| Souk L'Qolla     | 14 565             | 16 903             |
| Souk Tolba       | 13 175             | 13 142             |